# 小行星3542
小行星3542（英語：3542 Tanjiazhen）是一颗围绕太阳公转的小行星。1964年10月9日，紫金山天文台在南京发现了此天体。
这颗小行星的绝对星等为62.70947586210264等。